# Irma Geisslová
Irma Geisslová (narozená jako Marie Karolina Filomena Geissel 6. července 1855 Pešť (dnes Budapešť) – 27. května 1914 Jičín) byla česká básnířka a prozaička, autorka povídek pro dospělé, také psala pro děti a mládež. V roce 1879 vydala básnickou sbírku Immortelly, vyjadřující životní pocity tak, jako by patřila do generace básníků devadesátých let 19. století (Josef Hora, Otokar Březina nebo Antonín Sova). Kritika její doby ji nepochopila. Vydala celkem třináct knih, většinou „vlastenecké“ novely, romány nebo dílka pro děti. Publikovala v dobových časopisech a novinách. Většina jejích intimních textů, které psala sama pro sebe, nebyla nikdy zveřejněna.

## Životopis
Narodila se v rodině železničního úředníka Jana Slavomila Geissela (1828–1896) a matky Marie, rozené Fořtové (1826–1870). Irma byla nejstarší ze čtyř sourozenců. Otec byl vyšším úředníkem Rakousko-Uherské společnosti státní dráhy a rodina se s ním často služebně stěhovala (Pešť, Vídeň, Brno, Pardubice, Česká Třebová, Praha, Jičín). Patřil mezi české vlastence. Absolvoval jičínské gymnázium a v šedesátých letech 19. století se hlásil k Národní straně svobodomyslné. Dětí neposílal do německých nebo maďarských škol, ale učil je sám doma.

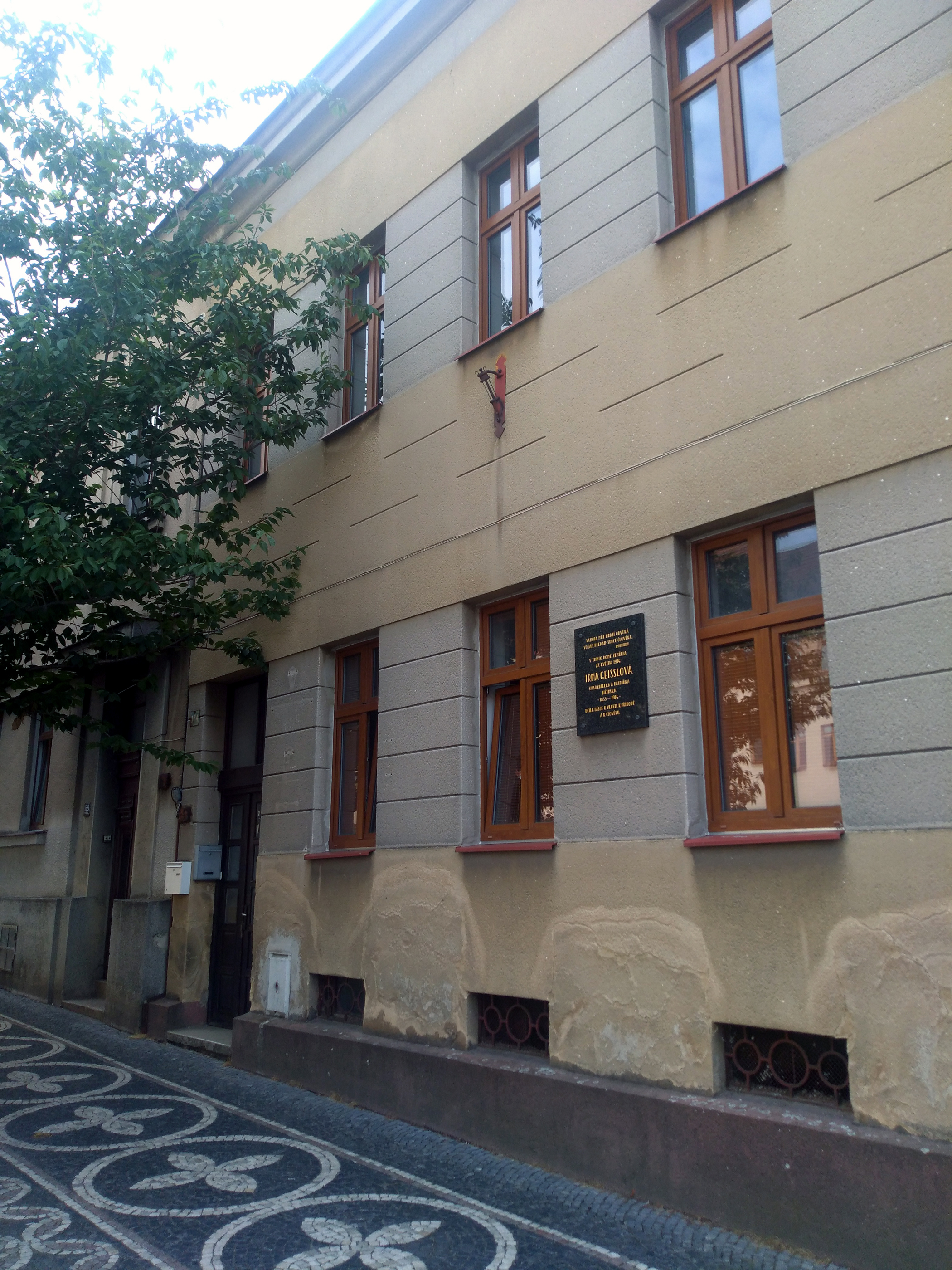
Současná podoba jičínského domu (Havlíčkova čp. 168), ve kterém žila Irma Geisslová

Mezi lety 1868–1874 žila rodina v Praze. V roce 1870 zemřela matka Marie Geisslová a Irma se starala o sourozence. Tyto pocity později vyjádřila ve své poezii, kde matku postrádala a nemohla se smířit s pocitem, že už se s ní nesetká. Nejmladší sestře Emilii byla téměř matkou. Emilie později psala o životě se sestrou do jičínských novin Vzpomínky na můj sedmiletý pobyt v Uhrách.
Po dalším pobytu v Pešti (1874–1881) se rodina vrátila do Prahy. V této době udržovala básnířka přátelský vztah se spisovatelkou Sofií Podlipskou. Z jejich vzájemné korespondence se dochovalo 262 dopisů.
V Praze se osobně setkala i se zástupci lumírovců. Obdivovala Jaroslava Vrchlického. K jeho narozeninám mu napsala proslov. Blízko měla i k Josefu Václavu Sládkovi, který recenzoval její básně.
Po třech letech pobytu v Praze se rodina vrátila do Jičína, odkud pocházela matka. Otec byl v této době penzionován. Irma Geislerová nadále udržovala kontakty s „Prahou“, například se Sofii Podlipskou i Janem Nerudou. Přispívala do pražských časopisů. Záhy se však stala součástí místního kulturního života v Jičíně. Účastnila se akcí spolku Literární jednota, také přednášela. Po smrti otce žila s rodinou nemocné sestry. Na přelomu let 1913–1914 se u ní projevila rakovina prsu. Zemřela v roce 1914 v Jičíně a je pohřbena na zdejším hřbitově.   
Po  její smrti vydala sestra Emílie Básně z pozůstalosti I. G. (1915), kde byly vydány především vlastenecké básně. Emilie rozhodla, že v sestřině  pozůstalosti je mnoho intimností, které jsou k vydání „nepatřičné“.

### Památka na básnířku a spisovatelku
- V roce 1935 byla na domě v Havlíčkově ulici odhalena pamětní deska.

- V roce 2005 se u příležitosti 150. výročí jejího narození uskutečnilo několik kulturních akcí[11]

- V Jičíně je po ní pojmenováno Nábřeží Irmy Geisslové[12]

## Tvorba

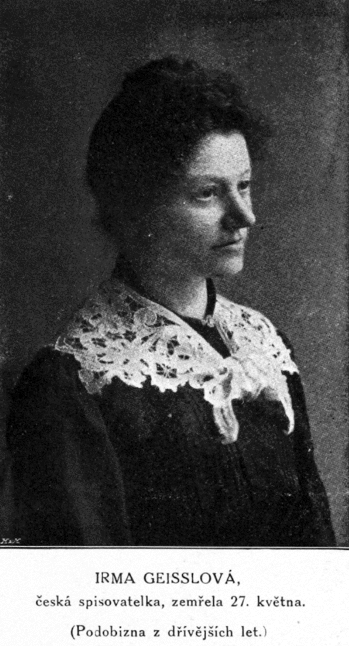
Irma Geisslová

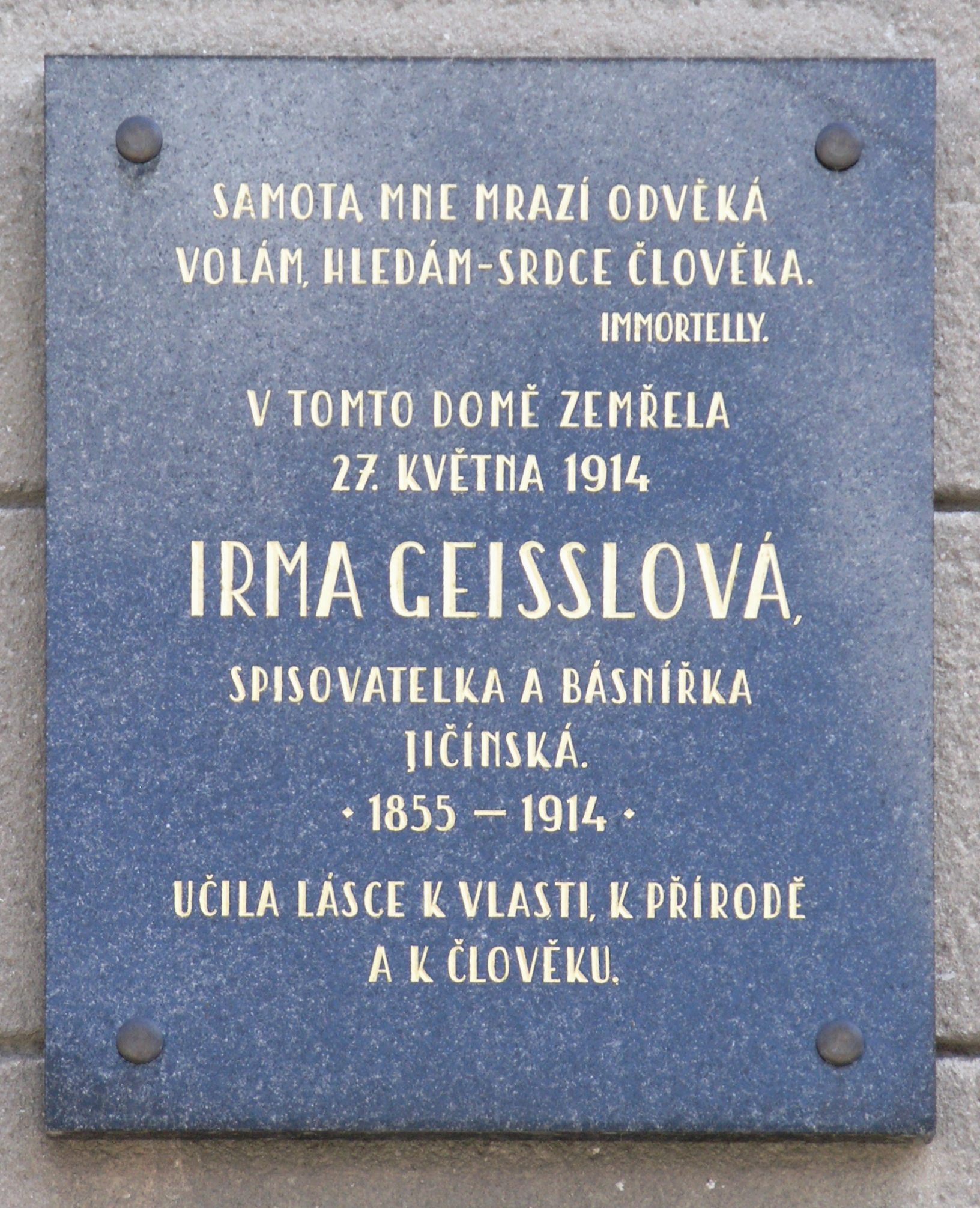
Pamětní deska Irmy Geisslové, Jičín

V devatenácti letech publikovala své první verše ovlivněné Vítězslavem Hálkem v časopise Lumír. Generačně mohla být zařazena mezi ruchovce a lumírovce. Byla však sama sebou. V té době ji otec přivedl do Ženského výrobního spolku. Eliška Krásnohorská ji ve svých vzpomínkách popsala nejen jako stydlivou a smutnou dívku, ale zmiňovala i její literární činnost a vzdělanost.
Na počátku osmdesátých let 19. století se rodina, již bez matky, vrátila do Pešti. Mladá autorka posílala básně do Prahy. Její tvorba byla ovlivněna prostředím železnice a vlaky. Významně se však v její  tvorbě objevily i pocity odcizení a stesku nejen z pobytu v cizím prostředí. V roce 1875 se v Ženských listech objevily verše slečny „I. G. z Pešti“. Přispívala do řady časopisů, jako byly Ženské listy, Lumír, Květy, Zlatá Praha, Česká včela, Almanach české omladiny, Světozor a později do jičínského Krakonoše. V roce 1876 otiskl časopis Paleček například verše Z poezie nádražní. Obdobné téma se objevilo i v próze jako například Lid na železnici (1885) nebo Mračný a Hrabín (1895).
První sbírku básní Imortely (první vydání psáno Immortelly ) vydala v roce 1879 vlastním nákladem s podporou Jana Nerudy. Ve sbírce si připomínala matku i ztracenou lásku, ale objevily se zde i lyrické básně inspirované přírodou. První Nerudova recenze byla pozitivní, později básnířce společně s Krásnohorskou vytýkal nevyzrálost a příliš smutku. Vydala další sbírky, několik novel a tři romány. Často vlastním nákladem a většinou bez zisku. Nepochopením básnické sbírky Imortely byla zasažena natolik, že z dalších děl se tíživá a především originální atmosféra Imortely vytratila. Tato sbírka je považována za autorčino nejvýznamnější dílo.  S ohledem na dekadentně laděnou poezii je pokládána za předchůdkyni básníků generace devadesátých let 19. století.
Věnovala se i tvorbě pro děti, například lze uvést básnické sbírky Luční kvítí (1882), V písních a květech (1888), Lípové květy (1892) nebo povídku Venouš (1905).
Inspirována krajinou Jičínska vydala lyrickou sbírku Z Podkrkonoší (1889). Získala za ni cenu spolku Svatobor. Její básně ovlivnila konkrétní místa (Čeřovka, Zebín, Libosad, Svatováclavské topoly, Kumburk, Prachovské skály, Veliš, Loreta nebo Kartouzy.
Nejen české noviny a časopisy vydávaly její tvorbu. Publikovala humoristické i „vážné“ básně, povídky, črty i novely například v amerických Ženských listech, ve Věstníku Čechů, v Amerických besídkách atd.
V 21. století je Irma Geisslová téměř zapomenuta, avšak ve své době byla i přes izolaci od centra kulturního dění, Prahy, řazena mezi přední spisovatele. Např. Ženské listy uvedly článek k jejím padesátinám slovy: „Již tomu více než třicet let, co mezi nejpřednějšími spisovateli a spisovatelkami vyskytovalo se zvučné jméno Irmy Geisslové.“

### Knižní vydání
- Immortelly (básně, Praha, Grégr a F. Dattel, 1879 a František Bačkovský, 1905)
- Divoké koření (verše, povídky a hry humoristické, Praha, vydala I. Geisslová, 1881)
- Luční kvítí (básně a povídky, Praha, Fr. A. Urbánek, 1882)
- Lid na železnici (drobné povídky, Královské Vinohrady, M. Reisová, 1885)
- Inženýr Racek (novela, Praha, Přítel domoviny, 1887)
- V písních a květech (básně a povídky pro mládež, s dvěma obrázky od Mik. Aleše, V Praze, Fr. A. Urbánek, 1888)
- Vlnobitím ku přístavu (román, V Praze, Tiskem a nákladem Edvarda Beauforta, 1888) [18]
- Z Podkrkonoší (básně, V Praze, Grégr, 1889)
- Lípové květy (básně pro milou mládež, V Praze, Urbánek, 1892) [19]
- Mračný a Hrabín (román, V Praze, Přítel domoviny, 1895)
- Z podkrkonoší (básně, Praha, Hejda & Tuček, 1900)
- Venouš (Povídka pro mládež, S 16 vyobrazeními od Pavla Körbra, V Nymburce, vlastním nákladem, 1904)
- Stojanova říše (povídka, V Praze, E. Beaufort, 1912) [20] [21]
- Z literární pozůstalosti Irmy Geisslové (pro útlou i dospělejší mládež, Básně, V Jičíně, E. Zelenková-Geisslová, 1915)

#### Novodobá vydání
- Zraněný pták (výbor z díla 1874-1914, k vyd. připravil, uspoř., doslov Neznámá Irma Geisslová a životopisné údaje o autorce napsal Ivan Slavík; Vilém Závada: Osudy básníků, úvod ; il. Jaroslav Cheben, Hradec Králové, Kruh, 1978)
- Immortelly. Propast (původní grafikou (barevná suchá jehla se slepotiskem) vyzdobila Alena Bílková, obálku navrhl a typograficky upravil Ivan Krejzlík, předmluvou doprovodil Gustav Erhart, Praha, Spolek českých bibliofilů, 2005)
- Temno nade mnou (výbor z díla, edičně připravil a doslov napsal Petr Fabian, Praha, Dybbuk, 2014)

## Zhudebnění
Básně Irmy Geisslové zhudebnila Monika Načeva a zpívají je různí interpreti:
- ... Monika Načeva, album The sick Rose, 2010[23]
- Touha I, Touha II, Tma, Iva Bittová, Lenka Dusilová, Monika Načeva, album Spolu, 2018[24]
- Tma, Lenka Dusilová, Monika Načeva, album Řeka z roku 2020[25]